# Stazione di Villa Vicentina
La stazione di Villa Vicentina era una stazione ferroviaria posta sulla linea Venezia-Trieste. Serviva il centro abitato di Villa Vicentina.

## Storia
Durante la prima guerra mondiale nelle vicinanze della stazione fu attivo uno scalo sulla ferrovia militare a scartamento ridotto Cervignano-Villa Vicentina-Campolongo.
La stazione di Villa Vicentina venne soppressa il 28 settembre 2006.